# Museo Etnológico de Alpuente
El Museo Etnológico de Alpuente, en la comarca de los Serranos, en la Comunidad Valenciana, está ubicado en el interior de un antiguo horno del siglo XIV que funcionó hasta el último tercio del siglo XX.
La novedad de este museo es que, a pesar de exponer objetos habituales en los museos etnológicos, lo hace de una forma totalmente diferente,  ya que el museo se centra en la organización colectiva y comunal de la sociedad de Alpuente. Esta sociedad nació de la necesidad de explotar un medio duro, de vivir en una economía de subsistencia y de abordar trabajos que superaban las capacidades individuales, es por ello surgió un modelo de sociedad en el que la ayuda mutua, la colaboración entre las personas de la comunidad se convirtieron en el eje del desarrollo social y económico de Alpuente.  Así surgen unas estructuras de los sistemas de transformación de los recursos, de limpieza y mantenimiento de los espacios comunales diferentes de los de otras comunidades en las que el medio no es tan duro com en esta zona de Alpuente.

## Historia
Los inicios del actual Museo Etnológico de Alpuente se remontan a los años 70 del pasado siglo XX, cuando un grupo de vecinos, junto la asociación "Amigos de Alpuente", consideraron necesario mantener vivo el modo de su vida que les había ayudado a progresar hasta ese momento. De este modo comenzaron a recopilare piezas y objeto de valor, que pudieran considerarse testigos adecuados de la memoria colectiva de toda la comarca de la Serranía. En un primer momento, y a falta de un lugar adecuado, estas piezas y objetos fueron donados al Ayuntamiento formando parte del archivo municipal.
Actualmente la colección de piezas y objetos alcanza más de 500 muestras, las cuales forman parte de los fondos del Museo Etnológico.
En el año 2017, el museo reabrió sus puertas tras una etapa de renovavión, en la que contó con el apoyo de la Diputación de Valencia, que propiciaría la consideración del Museo como museo oficial de la Comunidad Valenciana, que llegaría unos meses más tarde con la Resolución de 30 de abril de 2018, de la Consejería de Educación, Investigación, Cultura y Deporte, por la que se reconocía el Museo Etnológico de Alpuente como museo de la Comunitat Valenciana.
En este mismo año el museo de Alpuente pasó a formar parte de la Red de Museos Etnológicos Locales de la Diputación de Valencia, coordinados por el Museo Valenciano de Etnología.
En el año 2023 la Diputación, a través del Museu Valencià d’Etnologia (L’ETNO), otorgó el ‘Reconeixement de la cultura 2023’ a Alpuente destacando la especial preocupación de este municipio por el patrimonio cultural y etnológico. También se tuvo muy encuwnta que este municipio fue pionero en difundir el patrimonio paleontológico valenciano, con su Museo Paleontológico.

## Descripción
El museo se ubica en un antiguo horno comunal que tiene su origen en un privilegio del Infante D. Juan, dado que en Zaragoza el 27 de febrero de 1378, que hacía referencia a la concesión de un horno en el arrabal de Alpuente, debido a la destrucción de otro anterior durante la guerra con Castilla y el único que quedaba en la población no era suficiente para la población con la que ya contaba entonces la Villa.
Este horno estuvo en funcionamiento hasta el último tercio del siglo XX y conservaba además de una destacada arquitectura (con arcos góticos), gran parte de los utensilios que se empleaban para la fabricación de pan, material que acabó formando parte de la exposición del museo junto a herramientas de labranza o utensilios diversos (dе carpintería γ forja, instrumentos musicales, trajes regionales, objetos dе cerámica γ textiles, entre otros) que hace algunos años se utilizaban en la vida cotidiana de toda la comarca, etc.
Otras piezas destacables de la exposición permanente son objetos para contextualizar la vida rural y la convivencia de la comunidad a través de espacios comunes como el lavadero, las fuentes, los huertos, las barracas, las tareas agrícolas y el acopio de alimentos; así como una muestra de las tradiciones más destacadas de la cultura popular de la zona, tales como la fiesta de los quintos o las celebradas en  honor a la Virgen de la Consolación,  exponiendo de indumentaria tradicional de mujeres y hombres para estas ocasiones especiales.